# 대구외곽순환고속도로
대구외곽순환고속도로(大邱外郭循環高速道路, 고속국도 제700호선)는 대구광역시 달서구를 기점으로, 대구광역시 동구를 종점으로 하는 대한민국의 고속도로이다. 2014년 3월 10일에 공사를 시작하여 2022년 3월 31일에 개통하였다. 대구 4차순환선의 일부를 구성하며, 고속도로임에도 고속도로 설계가 아닌 일반도로 설계를 적용하였다. 제한 최고 속도도 시속 80km로 설계되어 있다.

## 역사
- 2013년 11월 5일 : 대구광역시 달서구 ~ 대구광역시 동구 구간을 고속국도 제700호선 대구외곽순환고속도로(대구외곽순환선)로 지정[1]
- 2014년 3월 10일 : 전 구간 착공[2]
- 2014년 6월 3일 : 대구외곽순환고속도로 신설을 위해 경상북도 칠곡군 지천면 오산리 ~ 대구광역시 동구 상매동 21.65 km 구간 도로구역 결정[3]
- 2014년 9월 12일 : 2020년 12월까지 대구외곽순환고속도로 신설을 위해 대구광역시 달서구 대천동 ~ 달성군 다사읍 매곡리 5.1 km 구간 도로구역 결정[4]
- 2014년 12월 26일 : 2020년까지 대구외곽순환고속도로 신설을 위해 대구광역시 달성군 다사읍 매곡리 ~ 경상북도 칠곡군 지천면 오산리 5.65 km 구간 도로구역 결정[5]
- 2015년 3월 27일 : 국토교통부고시로 기점을 '대구광역시 달서구 대천동', 종점을 '대구광역시 동구 상매동'으로 명시[6]
- 2016년 1월 14일 : 2020년까지 스마트톨링 도입으로 인해 본선요금소 설치 제외를 위해 대구광역시 달서구 대천동 ~ 달성군 다사읍 매곡리 5.1 km 구간[7], 경상북도 칠곡군 지천면 오산리 ~ 대구광역시 동구 부동 21.65 km 구간 도로구역 변경[8]
- 2016년 8월 31일 : 2020년 12월까지 1~7공구 스마트톨링 도입 및 파군재교량 재설계를 위해 대구광역시 달서구 대천동 ~ 동구 신평동 32.42 km 구간 도로구역 변경[9]
- 2017년 9월 12일 : 2020년 12월까지 6공구 측백수림 통과 구간 노선 변경을 위해 대구광역시 달서구 대천동 ~ 동구 부동 32.42 km 구간을 32.52 km 로 도로구역 변경[10]
- 2019년 5월 24일 : 대구외곽순환고속도로 사업 시행기간을 2014년 3월부터 2021년 12월까지로 명기[11]
- 2022년 3월 31일 : 대구외곽순환고속도로 전 구간 개통.[12][13]

## 나들목 및 분기점
- TG는 요금소 (tollgate), SA는 휴게소 (Service Area)를 뜻한다.
- 거리의 단위는 km이다.
- 연한 분홍색(■): 고속도로가 아닌 대구광역시도 및 호국로 중첩 구간[14]

| 번호                                    | 이름                                    | 로마자 이름                             | 구간 거리                               | 누적 거리                               | 접속 노선                                                                  | 소재지                                  | 소재지                                  | 비고                                                                                        |
| 대구광역시도 제10호선 (달서대로)와 직결 | 대구광역시도 제10호선 (달서대로)와 직결 | 대구광역시도 제10호선 (달서대로)와 직결 | 대구광역시도 제10호선 (달서대로)와 직결 | 대구광역시도 제10호선 (달서대로)와 직결 | 대구광역시도 제10호선 (달서대로)와 직결                                    | 대구광역시도 제10호선 (달서대로)와 직결 | 대구광역시도 제10호선 (달서대로)와 직결 | 대구광역시도 제10호선 (달서대로)와 직결                                                     |
| --------------------------------------- | --------------------------------------- | --------------------------------------- | --------------------------------------- | --------------------------------------- | -------------------------------------------------------------------------- | --------------------------------------- | --------------------------------------- | ------------------------------------------------------------------------------------------- |
| 1                                       | 달서                                    | Dalseo                                  | -                                       | 0.00                                    | 대구광역시도 제10호선 (달서대로)                                           | 대구광역시                              | 달서구                                  |                                                                                             |
| 2                                       | 다사                                    | Dasa                                    |                                         |                                         | 국도 제30호선 (달구벌대로)                                                 | 대구광역시                              | 달성군                                  |                                                                                             |
| TG                                      | 북달성 요금소                           | N.Dalseong TG                           |                                         |                                         |                                                                            | 대구광역시                              | 달성군                                  | 본선요금소                                                                                  |
| 3                                       | 북다사                                  | N.Dasa                                  |                                         |                                         | 다사로                                                                     | 대구광역시                              | 달성군                                  |                                                                                             |
| 4                                       | 칠곡 분기점                             | Chilgok JC                              |                                         |                                         | 1호선 경부고속도로                                                         | 경상북도                                | 칠곡군                                  |                                                                                             |
| TG                                      | 남칠곡 요금소                           | S.Chilgok TG                            |                                         |                                         |                                                                            | 경상북도                                | 칠곡군                                  | 본선요금소                                                                                  |
| 5                                       | 지천                                    | Jicheon                                 |                                         |                                         | 낙산로                                                                     | 경상북도                                | 칠곡군                                  |                                                                                             |
| 6                                       | 동명동호 분기점                         | Dongmyeong-Dongho JC                    |                                         |                                         | 55호선 중앙고속도로 대구광역시도 제10호선 (호국로) 국도 제5호선 (경북대로) | 경상북도                                | 칠곡군                                  | 양방향 모두 중앙고속도로(부산방향) 진출 불가능 나들목 기능 병행                             |
|                                         | 국우                                    | Gugu                                    |                                         |                                         | 대구광역시도 제47호선 (구암로)                                             | 대구광역시                              | 북구                                    |                                                                                             |
| 7                                       | 서변                                    | Seobyeon                                |                                         |                                         | 대구광역시도 제10호선 (호국로)                                             | 대구광역시                              | 북구                                    |                                                                                             |
| TG                                      | 연경 요금소                             | Yeongyeong                              |                                         |                                         |                                                                            | 대구광역시                              | 북구                                    | 본선요금소                                                                                  |
| 8                                       | 파군재                                  | Pagunjae                                |                                         |                                         | 이시아강변로                                                               | 대구광역시                              | 동구                                    |                                                                                             |
| 9                                       | 둔산                                    | Dunsan                                  |                                         |                                         | 옻골로                                                                     | 대구광역시                              | 동구                                    |                                                                                             |
| 10                                      | 상매 분기점                             | Sangmae JC                              |                                         |                                         | 1호선 경부고속도로 55호선 중앙고속도로                                     | 대구광역시                              | 동구                                    | 동대구 분기점과 연계 양방향 모두 경부고속도로(서울방향), 중앙고속도로(춘천방향) 진출 불가능 |
| TG                                      | 율암 요금소                             | Yuram TG                                |                                         | 32.52                                   | 대구광역시도 제10호선 (범안로)                                             | 대구광역시                              | 동구                                    | 본선요금소 종점                                                                             |
| 대구광역시도 제10호선 (범안로)와 직결   |                                         |                                         |                                         |                                         |                                                                            |                                         |                                         |                                                                                             |

## 주요 통과지
대구광역시
- 달서구 (대천동 - 호림동 - 파호동) - 달성군 (다사읍)

경상북도
- 칠곡군 (지천면)

대구광역시
- 북구 (태전동 - 관음동 - 읍내동)

경상북도
- 칠곡군 (동명면)

대구광역시
- 북구 (동호동 - 서변동 - 동변동 - 연경동) - 동구 (지묘동 - 봉무동 - 도동 - 둔산동 - 부동 - 신평동 - 상매동)

## 같이 보기
- 대구 4차순환선
- 호국로